# Nadja (novela)
Nadja es una novela autobiográfica escrita por André Breton en 1928 y revisada en 1962.

## Contenido
El libro comienza con el encuentro inesperado entre el autor y una joven llamada Nadja, quien ejerce sobre él una particular fascinación. El nombre "Nadja" proviene del ruso y es el principio (sólo el principio) de la palabra "esperanza". 
El libro parece ser una descripción con elementos autobiográficos de la relación de Breton con una paciente desquiciada de Pierre Janet. La escritura no lineal del libro está anclada a la realidad a través de referencias a otros surrealistas parisinos, como Louis Aragon, y por una serie de fotografías. El libro también contiene dibujos. 
Nadja no es tanto una persona como una forma de afectar el comportamiento de la gente. Pero es ella quien le da forma y estructura a la obra. “Nadja es tan maravillosamente libre de cualquier tipo de apariencia, que ella desprecia a ambas la razón y la ley”, es la forma como Simone de Beauvoir la describe.[cita requerida]